# مبنى مجلس الوزراء الأوكراني
مبنى مجلس الوزراء الأوكراني أو مبنى الحكومة الأوكرانية (بالأوكرانية: Будинок Уряду، «بودينوك أوريادو») هو مبنى يقع في وسط كييف في شارع هروشيفسكي بالقرب من مبنى البرلمان الأوكراني. وهو بمثابة المبنى الإداري لمجلس وزراء الأوكراني. كان المبنى أطول مبنى في المدينة من 1941 إلى 1954.

## وصفه
شُيد المبنى في 1936-1938 بناءً على تصميم المهندس المعماري إيفان فومين [الإنجليزية] والمهندس المعماري بافيل أبروسيموف (جزئياً). تُطل الواجهة الرئيسية نصف الدائرية للمبنى على شارع هروشيفسكي. وتقسمها أعمدة كورنثية طويلة بالتساوي، ويبلغ ارتفاع تيجانها وقواعدها 2.5 م (8.2 ق) وهي مصنوعة من الحديد الزهر. تواجه الطوابق السفلية للمبنى كتلاً كبيرة غير مقطوعة من لابرادوريت مدينة تولتشين [الإنجليزية]، في حين أن الوزرات والبوابات مغطاة بالجرانيت المصقول. صُنعت ساريات العلم المعدنية والبوابات المزخرفة في 1947.

## موقعه الحالي
صُمم المبنى لأول مرة بناءً على طلب المفوضية الشعبية للشؤون الداخلية (NKVD)، بينما كان من المفترض أن تنعقد الحكومة في المبنى الذي تشغله اليوم وزارة الخارجية الأوكرانية في ميدان ميخائيليف. ومع ذلك، تغيرت خطط البناء مع رفض وقوع المبنى في منطقة «المدينة العليا» (انظر كييف القديمة [الإنجليزية]). اتُخذ قرار تغيير الموقع لأن المبنى الحكومي مع البنك الوطني الأوكراني ومقر نادي مجلس الوزراء يشكلوا باحة مشتركة مع إمكانية الوصول إلى مخبأ الأمان المضاد للدفاع الجوي. تشير الشائعات أيضاً إلى أن استخدام الأنفاق قد يقود إلى مبنى البرلمان الأوكراني ومبنى مكتب الرئيس. لذلك، لم يكن انتقال كل هذه المؤسسات تحت الضغط إلى حي ليبكي عن طريق الصدفة.

## مواقع شغلها سابقاً
- مجمع ديرزبروم
- متحف خاركيف للفنون